# Монте (Вале)
Монте (фр. Monthey) — місто  в Швейцарії в кантоні Вале, округ Монте.

## Географія
Місто розташоване на відстані близько 90 км на південний захід від Берна, 33 км на захід від Сьйона.
Монте має площу 28,7 км², з яких на 19,2% дозволяється будівництво (житлове та будівництво доріг), 27,4% використовуються в сільськогосподарських цілях, 45,3% зайнято лісами, 8,1% не є продуктивними (річки, льодовики або гори).

## Демографія
2019 року в місті мешкало 17 894 особи (+9,1% порівняно з 2010 роком), іноземців було 33%. Густота населення становила 623 осіб/км².
За віковим діапазоном населення розподілялося таким чином: 20,4% — особи молодші 20 років, 61,5% — особи у віці 20—64 років, 18,1% — особи у віці 65 років та старші. Було 7417 помешкань (у середньому 2,4 особи в помешканні).
Із загальної кількості 11 258 працюючих 45 було зайнятих в первинному секторі, 3288 — в обробній промисловості, 7925 — в галузі послуг.